# Parallelia luteipalpis
Parallelia luteipalpis är en fjärilsart som beskrevs av Walker 1865. Parallelia luteipalpis ingår i släktet Parallelia och familjen nattflyn. Inga underarter finns listade i Catalogue of Life.